# 1997–1998-as Szlovák Extraliga-szezon
Az 1996–1997-es Szlovák Extraliga-szezon a Szlovák Extraliga ötödik szezonja volt. Az alapszakasz győztese a HC Slovan Bratislava volt, majd a rájátszás döntőjében a HC Košice csapatát győzte le 3-2-es arányban. Az utolsó helyen végzett HK 32 Liptovský Mikuláš a bentmaradásért játszott osztályozókat a másodosztály győztesével, a HK Spartak Dubnica nad Váhommal, amit 3-2-es arányban győzött le, így megőrizve helyét a következő szezonra az első osztályban.

## Alapszakasz
|  | Bejutás a rájátszásba |  | Osztályozó a bentmaradásért |

| Hely. | Csapat                  | MSZ | GY | D | V  | Gól     | +/– | P  |
| ----- | ----------------------- | --- | -- | - | -- | ------- | --- | -- |
| 1     | HC Slovan Bratislava    | 36  | 28 | 2 | 6  | 170:72  | +98 | 58 |
| 2     | HC Košice               | 36  | 27 | 2 | 7  | 174:87  | +87 | 56 |
| 3     | HC ŠKP Poprad           | 36  | 18 | 7 | 11 | 122:106 | +16 | 43 |
| 4     | Dukla Trenčín           | 36  | 19 | 4 | 13 | 117:103 | +74 | 42 |
| 5     | HKm Zvolen              | 36  | 15 | 2 | 19 | 92:112  | –20 | 32 |
| 6     | HK 36 Skalica           | 36  | 13 | 5 | 18 | 100:124 | –24 | 31 |
| 7     | Martimex ZŤS Martin     | 36  | 12 | 6 | 18 | 112:120 | –8  | 30 |
| 8     | HK VTJ Spišská Nová Ves | 36  | 10 | 6 | 20 | 93:121  | –28 | 26 |
| 9     | MHC Nitra               | 36  | 8  | 8 | 20 | 81:144  | –63 | 24 |
| 10    | HK 32 Liptovský Mikuláš | 36  | 7  | 4 | 25 | 87:159  | –72 | 18 |

## Rájátszás

### Negyeddöntők
- HC Slovan Bratislava - HK VTJ Spišská Nová Ves 3:0 (8:1,8:2,6:4)
- HC Košice - Martimex ZŤS Martin 3:0 (4:2,5:1,2:0)
- ŠKP PS Poprad - HK 36 Skalica 3:0 (7:1,8:1,5:4)
- Dukla Trenčín - HKm Zvolen 3:2 (4:2,7:4,2:3 H.U.,1:4,4:3)

### Elődöntő
- HC Slovan Bratislava - Dukla Trenčín 3:0 (5:1,4:0,6:3)
- HC Košice - HC ŠKP Poprad 3:0 (6:2,3:2,3:1)

### Harmadik helyért
- HC ŠKP Poprad - Dukla Trenčín 2:0 (6:3,3:2)

### Döntő
- HC Slovan Bratislava - HC Košice 3:2 (3:2 H.U.,5:4 H.U.,1:2,1:4,3:2 H.U.)

### Osztályozó a bentmaradásért
- HK 32 Liptovský Mikuláš - HK Spartak Dubnica nad Váhom 3:2 (2:3 H.U.,1:2,5:1,2:1,3:2 H.U.)

## Bajnoki csapat
- Kapusok: Ivo Čapek, Matej Jurkovič, Richard Marko
- Védők: Matej Bukna, Vladimír Búřil, Radoslav Hecl, Rudolf Jendek, Miroslav Mosnár, Róbert Pukalovič, Ľubomír Višňovský, Sergej Voronov
- Csatárok: Zdeno Cíger, Adrián Daniel, Marián Horváth, Roman Iľjin, Richard Kapuš, Ladislav Karabin, Ľubomír Kolník, Radoslav Kropáč, Martin Krumpál, Vasilij Pankov, Karol Rusznyák, Róbert Tomík, Jozef Voskár
- Edzők: Ernest Bokroš, Ľudovít Venutti